# Liste der litauischen Orden und Ehrenzeichen
Diese Liste gibt einen Überblick über die litauischen Orden und Ehrenzeichen nach ihrem Stiftungsdatum. Sie werden durch den litauischen Staatspräsident vornehmlich an bestimmten Staatsfeier- oder Gedenktagen verliehen. Diese sind der 16. Februar, der Tag der Rekonstitution Litauens (1990), und der Nationalfeiertag am 6. Juli, der Krönungstag des Königs Mindaugas.
Alle Ehrenzeichen werden heute in der staatlichen Münzprägestätte Litauens hergestellt.

## Orden

Wappen Litauens

- Orden Vytautas des Großen (1930/1991)
- Orden des Vytis-Kreuzes (1919/1991)
- Orden des litauischen Großfürsten Gediminas (1927/1991)
- Orden für Verdienste um Litauen

## Ehrenzeichen
- Flagge des Ordens des Vytis-Kreuzes
- Medaille des Ordens des Vytis-Kreuzes
- Medaille des Ordens Vytautas des Großen
- Medaille des Ordens des litauischen Großfürsten Gediminas
- Medaille des Ordens um Verdienste für Litauen
- Erinnerungsmedaille des 13. Januar
- Unabhängigkeitsmedaille (1928)
- Medaille Darius und Girėnas (1933/1991)
- Lebensrettungskreuz (1991)
- Stern der Diplomatie Litauens (2010) (litauisch: Lietuvos diplomatijos žvaigždė)